# Liste d'œuvres musicales dont le titre contient le nom d'un animal
Cet article traite des œuvres musicales dont le titre contient le nom d'un animal. Ce nom peut avoir été donné à l'œuvre par le compositeur lui-même, son éditeur ou par l'analyse musicologique consacrée par l'usage. Dans la mesure du possible cette origine est signalée dans le texte.
L'autre article Liste d'œuvres musicales évoquant le cri d'un animal traite des œuvres musicales évoquant le son produit par un animal. Cette évocation peut être intentionnelle de la part du compositeur ou consacrée par l'analyse des musicologues.
- Haut – A
- B
- C
- D
- E
- F
- G
- H
- I
- J
- K
- L
- M
- N
- O
- P
- Q
- R
- S
- T
- U
- V
- W
- X
- Y
- Z

## A
- Abeille
  - Abeille et frelon de Jean Bentaberry,
  - L'abeille, pour chant et piano d'Émile Bret.
  - Les abeilles, étude en fa mineur Op 25 n°2 de Frédéric Chopin.
  - L'amour pique par une abeille de Louis-Nicolas Clérambault.
  - Les Abeilles, pièce pour clavecin no 9 du 1er ordre du premier livre de François Couperin.
  - L'Abeille, chœur pour quatre voix d'homme d'Émile Paladilhe.
  - L'Abeille (Die Biene), perpetuum mobile pour violon et piano de Franz Anton Schubert.
  - Abeille et frelon de Jean Bentaberry,
- Agneau
  - The Lamb (L'Agneau), pour chœur a cappella de John Tavener sur des vers de William Blake.
- Aigle
  - Aquila altera madrigal de Jacopo da Bologna.
  - Auf starkem fittische schwinget sich der Adler stolz (De son aile puissante, l'aigle s'élance fièrement), aria no 16 de La Création de Joseph Haydn.
  - L'Aigle des mers, film de Michael Curtiz dont la musique a été composée par Erich Wolfgang Korngold.
- Albatros
  - L'Albatros, sur un poème de Charles Baudelaire, mélodie d'Ernest Chausson.
- Alligator / Crocodile
  - L'alligator dans Chantefleurs et chantefables (9 mélodies pour soprano et orchestre) de Witold Lutosławski.
  - Marijn Simons dans Cuddly Animals n°1 Op 13 de Marijn Simons
- Alouette
  - L'alouette, texte et musique de Marceline Desbordes-Valmore
  - Le Chant de l'alouette, Antoine Dornel
  - die Lärchen (l'Alouette), Quatuor à cordes op. 64 no 5 de Joseph Haydn.
  - Le Chant de l'alouette, de Clément Janequin.
  - Au chant de l'alouette du groupe Malicorne.
  - L'alouette, ses petits et le maître du champ dans Le petit fablier de Georges Migot.
  - Le coucou et l'alouette, Julien Tiersot.
  - Can vei la lauzeta mover de Bernard de Ventadour.
  - L'ascension de l'alouette, pièce pour violon et orchestre, de Ralph Vaughan Williams[1].
- Âne
  - Le Petit âne blanc, pièce du recueil Histoires de Jacques Ibert.
  - Duetto de l'âne de l'opérette Véronique d'André Messager[2].
  - L'âne et le rossignol, vers d'Ivan Krylov, Dmitri Shostakovich
- Anguille
  - L' Anguille, pièce pour clavecin in « D major » no 3 du 14e ordre du 22e livre de François Couperin.
  - L'anguille d'Anton Schmoll.
- Animaux
  - Les animaux raisonnables, opéra-comique[Note 1] composé par Jean-Claude Gillier (1667-1737 ).
  - Ce que me content les animaux de la forêt dans la symphonie no 3 de Gustav Mahler.
  - Les animaux modèles, musique de ballet de Francis Poulenc.
  - Le Carnaval des animaux de Camille Saint-Saëns.
  - Les animaux en peluche, concerto no 1 op. 13 de Marijn Simons.
- Araignée
  - Tarantula dans Spiders de Paul Patterson.
  - Le Festin de l'araignée, ballet-pantomime d'Albert Roussel.
- Arche de Noé
  - L' Arche de Noé, ou Noye’s Fludde (Noah’s Flood), op. 59, oratorio pour voix solistes d'enfants et adultes, chœur d'enfants de Benjamin Britten.
  - Diluvium universale de Giacomo Carissimi (vers 1660).
  - L'arche de Noé, oratorio fantaisiste pour piano avec cris d'animaux, d'après une polka par Ed. Deransart de Jules Costé.
  - Il Diluvio universale (Le Déluge) de Gaetano Donizetti .
  - Il Diluvio universale (1692) de Michelangelo Falvetti.
  - La sortie de l'Arche dans Le Déluge op. 45 de Camille Saint-Saëns.
  - The Flood: a musical play d'Igor Stravinsky.

## B
- Baleine :
  - Lament fore the Whales de John Cage.
  - Und Gott schuff große Walfische (Et Dieu créa les baleines), récitatif du trio no 17 de la seconde partie de La Création de Joseph Haydn.
  - And God created Gresat Whales (1970) d'Alan Hovhaness.
  - Whale Lament dans Nuances II de Half Lewis.
  - The Whale (1968) de John Tavener.
- Bélier
  - Le bélier dans Le zodiaque de Georges Migot.
- Berger / Bergère
  - Il pleut, il pleut bergère rentre tes blancs moutons, comptine populaire française.
  - Le beau berger Tircis de Christophe Ballard.
  - Les adieux des bergers à la Sainte Famille d'Hector Berlioz.
  - A la fin cette bergère d'Antoine Boësset.
  - Chœur « Jeunes fillettes et bergerettes » de Les deux journées, opéra en trois actes. Acte III, scène 2 de Luigi Cherubini.
  - Allons gay gay bergère de Guillaume Costeley.
  - Shepherd Fennel’s Dance de Harry Balfour Gardiner.
  - Chanson du berger, 12 mélodies Op 11 de Benjamin Godard.
  - Les Adieux du berger  dans Pastorales Op 29 de Benjamin Godard.
  -  Il pleut, bergère, 6 paraphrases sur des chansons enfantines de France Op 95 n°3 de Vincent d'Indy.
  - Les beaux jours. II. Berger et bergère de Marie Jaëll.
  - Une bergère un jour de Nicolas de Marle.
  - Les bergers (ouverture) de Jacques Offenbach.
  - couplets du berger joli « la femme dont le cœur » (Eurydice) et ballet pastoral d'Orphée aux enfers de Jacques Offenbach.
  - Courante la bergère de Michael Prætorius.
  - Danse des bergerettes et Danse des bergers, Scènes bucoliques Op 28 de Vladimir Rebikov.
  - 9 Childhood Pictures Op 31 (Silhouettes) n°8 Shepherd playing on his pipe de Vladimir Rebikov.
  - La bergère et Le retour du berger d'Anton Schmoll.
  - See, see, the shepherds’ Queen de Thomas Tomkins.
  - L'heure du berger ,3 mélodies Op 18 n°1 de Louis Vierne
  - Gedichte von J. W. von Goethe (publiés à Vienne en 1890) : Der Schäfer de Hugo Wolf.
- Bergeronnette
  - La bergeronnette d'Anton Schmoll.
  - La Bergeronnette dans pièces de clavecin, 4e suite en ut Majeur, de Louis Couperin
  - La Bergeronnette Op 100 n°11 de Friedrich Burgmüller.
- Bestiaire
  - Bestiaire des Fables : mise en musique de trois fables de Jean de La Fontaine (Le corbeau et le renard, La cigale et la fourmi, Le loup et l'agneau) d'André Caplet.
  - Le bestiaire (Tortue, Cheval, Dromadaire, Chenille, Chèvre du Tibet, Serpent, Chat, Lion, Lièvre, Lapin, Souris, Éléphant, Mouche, Puce, Sauterelle, Dauphin, Poulpe, Méduse, Écrevisse, Carpe, Sirène, Paon, Hibou, Colombe, Ibis, Bœuf), op. 17a de Louis Durey.
  - Le Bestiaire, recueil sur des poèmes de Guillaume Apollinaire (Le Dromadaire, la Chèvre du Tibet, La Sauterelle, Le Dauphin, L’Écrevisse, La Carpe) de Francis Poulenc.
  -  Liebhaber in allen Gestalten, le poème de Goethe commence par les mots « si j’étais un poisson, puis : un cheval, un singe, un mouton, un lion ». Il a été adapté plusieurs fois :
    - Liebhaber in allen Gestalten, 1977 de Thomas David (1925-2006).
    - Liebhaber in allen Gestalten, op. 71 (Acht Lieder und Gesänge von Heine und Goethe) no 6 pour soprano et piano, 1826, de Joseph Klein.
    - Liebhaber in allen Gestalten, D. 558 (1817), stanzas no 1,3,9 de Franz Anton Schubert.
    - Duettino, 1810 de Carl Friedrich Zelter.
- Biche
  - Les Biches, ballet de Bronislava Nijinska, musique de Francis Poulenc.
- Bœuf
  - Le Bœuf sur le toit de Darius Milhaud.
- Bourdon
  - Dans Orphée aux enfers de Jacques Offenbach, Acte III Petite ronde du bourdon « le beau bourdon que voilà » (Chœur)
  - Le beau bourdon que voilà, choeur dans Le Vol du bourdon, interlude de l'opéra Le Conte du tsar Saltan de Nikolaï Rimski-Korsakov.
- Brebis
  - Que les brebis paissent en paix, cantate BWV 208 de Jean-Sébastien Bach.
  - Three Tales (troisième acte : la brebis Dolly) de Steve Reich.

## C
- Canard
  - Villanelle des petits canards d'Emmanuel Chabrier.
  - Pierre et le loup de Sergeï Prokofiev
- Canari
  - Canario de Fabritio Caroso.
  - Les Canaris, pièce pour clavecin no 8 du 2e ordre du premier livre de François Couperin.
  - Canarie de Joachim van den Hove.
  - Canarie, pièces de luth du livre II en fa mineur de Charles Mouton.
  - Canario de Cesare Negri.
  - La Canarie, 6 airs à danser Op 38 n°3 (2 versions orchestrale et pianistique) de Gabriel Pierné.
  - Le canari de Ferdinand Poliakin.
  - La canarie de Michael Prætorius.
  - Ode funèbre pour la mort d'un canari versé dans les arts ou Cantate pour la mort d’un canari (Trauer-Music eines kunsterfahrenen Canarienvogels), de Georg Philipp Telemann.
- Carpe
  - La Carpe, sur un poème de Guillaume Apollinaire, pièce du recueil Le Bestiaire de Francis Poulenc.
- Cerf
  - L’Amphion sacré : le cerf si fort ne désire
  - Les neuf cerfs enchantés, cantate profane de Béla Bartók.
  - Quemadmodum desiderat cervus, BuxWV 92 de Dietrich Buxtehude.
  - Quemadmodum desiderat cervus, H 174 de Marc-Antoine Charpentier.
  - Jahrkreis Op 5 n°39 Wie der Hirsch schreit nach frischem Wasser de Hugo Distler.
  - Sicut cervus CG 148 de Charles Gounod.
  - König Hirsch (le Roi Cerf) sur un livret de Heinz von Kramer d'après le conte éponyme de Carlo Gozzi Il re cervo (1762), opéra en trois actes de Hans Werner Henze
  - Like as the Hart d'Herbert Howells.
  - Psaume 42 « Wie der Hirsch schreit » Op 42, MWV A 15 de Felix Mendelssohn.
  - Requiem (Missa pro defunctis) à 2-4 voix : Tractus – Sicut cervus de Johannes Ockeghem.
  - Sicut cervus de Giovanni Pierluigi da Palestrina.
  - Like as the Hart de Judith Weir.
- Chameau
  - Dans les steppes de l’Asie centrale (caravane de chameaux) d'Alexandre Borodine.
- Chardonneret
  - Il Gardellino, concerto pour flûte, op. 10, no 3 d'Antonio Vivaldi.
- Chasse / Chasseur
  - Dem deutschen Jäger
  - La chasse de Leo Arnaud.
  - La chasse au lièvre de Nicolas Gombert
  - La chasse de Clément Janequin.
  - La chasse au lion Op 55 « grand galop brillant » de Charles Kölling.
  - La chasse dans le style de Cartier de Fritz Kreisler.
  - La Chasse, symphonie n°7 en mi bémol Majeur de John Marsch.
  - Jägerlied, lieder ohne Worte Op 19 III. Molto allegro en la Majeur « Jägerlied » de Felix Mendelssohn.
  - Les adieux du chasseur de Felix Mendelssohn.
  - Lieder der Liebe und der Einsamkeit. XV. Der Alpenjäger de Johann Friedrich Reichardt.
  - Appel de chasse d'Anton Schmoll.
  - À la Chasse, concerto pour piano en mi bémol majeur Op 64 de Daniel Steibelt.
  - Mörike-Lieder n°40 « Der Jäger » d'Hugo Wolf.
  - Jagd-Sinfonie symphonie en mi bémol Majeur P 31 de Paul Wranitzky.
- Chat
  - Grande Valse brillante en fa majeur, op. 34 no 3 (1838) appelée Valse du chat de Frédéric Chopin.
  - Kitten on the Keys de Zez Confrey.
  - Capriccio Stravagante, « Il Gatto », de Carlo Farina (1627)[3].
  - Mi-a-ou  de Gabriel Fauré (1893).
  - The Cat and the Fiddle, film musical de William K. Howard (1934).
  - Le Chat perdu de Jean-Benjamin de La Borde, XVIIIe siècle.
  - Pardon ! les chats sont là dans Grisélidis acte II de Jules Massenet
  - Le Chat dans La Muse ménagère, op. 245 (no 10) de Darius Milhaud (1943).
  - Duo de chats ou Nun Liebes Weibchen (1790) de Wolfgang Amadeus Mozart.
  - La Chatte métamorphosée en femme de Jacques Offenbach, Wittington et son chat.
  - Trois petits chats perdus de Gabriel Pierné.
  - Le pas de chat dans Cendrillon de Sergueï Prokofiev.
  - La chatte et Duo miaulé dans L'Enfant et les Sortilèges de Maurice Ravel.
  - Les Aristochats (1970) d'Al Rinker.
  - Le petit chat est mort (1934) de Manuel Rosenthal.
  - Duo des chats (Duetto buffo di due gatti), habile pastiche à partir de deux extraits de l'Otello (1816) de Gioachino Rossini, incorporés à la Kattecavatine de C.E.F Weyse, attribué à Gioachino Rossini en réalité, du compositeur anglais Robert Lucas de Pearsall, sous le pseudonyme de G. Berthold.
  - Chanson du chat dans Ludions (1923) d'Erik Satie.
  - Le Chat, sur un poème de Baudelaire (1938), mélodie d'Henri Sauguet.
  - La Fugue du chat ou Fugue en sol mineur L499, inspirée par son chat Pulcinella, de Domenico Scarlatti[Note 2].
  - Les  Berceuses du chat, cycle de quatre chants pour voix de contralto et trois clarinettes, d'Igor Stravinsky.
  - Danse de La Chatte Blanche et du Chat Botté, dans le ballet La Belle au bois dormant de Piotr Ilitch Tchaïkovski.
  - Le Chat dans  Le Mirliton d'Irène, opus 11 (1944) quatuor vocal a cappella sur un poème de huit vers de Jean Cocteau, mis en musique dans sept adaptations différentes : Henri Cliquet-Pleyel, Marcel Quinet, François Serrette, Robert Desprechins de Gaesebeke, Guy Sacre.
  - Danse du Chat et du Renard & Danse de Shushera le Rat (1964), op. 55D de Mieczysław Weinberg.
- Chauve-Souris
  - La Chauve-Souris, opérette viennoise de Johann Strauss fils.
- Cheval / Cavalier
  - Quand je menai les chevaux boire
  - Horse and Buggy de Leroy Anderson[4].
  - Le Cheval de bronze, opéra de Daniel-François-Esprit Auber[5].
  - L'Auberge du Cheval-Blanc (Im weißen Rößl), opérette allemande en trois actes de Ralph Benatzky.
  - Quatuor à cordes n°3 en sol mineur « Le Cavalier » Joseph Haydn
  - François-Adrien Boieldieu, Ma tante Aurore, Acte II scène 1 « nous suivons à cheval la lisière du bois »
  - John Ireland, Ride a Cock Horse
  - Les chevaux de bois d'Anton Schmoll.
  - Les chevaux de bois dans Jeux d’enfants Op 22 n°4 de Georges Bizet
  - Chevaux de bois extraits des Arriettes oubliées sur des vers de Paul Verlaine de Claude Debussy.
  - Cavalleria rusticana « Il cavallo scalpita » de Pietro Mascagni.
- Chèvre
  - Danse de la chèvre pièce pour flûte seule d'Arthur Honegger.
  - Danse de la chèvre, dans la 2e sonate pour violon et piano d'Arthur Honegger.
  - La Chèvre du Tibet, sur un poème de Guillaume Apollinaire, pièce du recueil Le Bestiaire de Francis Poulenc.
  - Johann Svendsen, I fjol gjaett’e Gjeitinn (l’année dernière, je gardais les chèvres), Op 31
- Chien
  - La Valse du petit chien, op. 64 no 1 de Frédéric Chopin.
  - IV. Kitty-Valse dans Dolly Suite Op 56 de Gabriel Fauré.
  - Walking the Dog  (Gershwin) (en) de George Gershwin.
  - Les chiens de Galata dans Le rossignol éperdu IRH 84 Partie 2 Orient : XXXIII de Reynaldo Hahn.
  - Psohlavci (Têtes de chiens) opéra du compositeur thèque Karel Kovařovic.
- Chimpanzé
  - Marijn Simons, Cuddly Animals n°1 Op 13 « Wappy, the chimp »
- Cigale
  - La Cigale, sur un poème de Leconte de Lisle, mélodie d'Ernest Chausson.
  - La Cigale sur un texte provençal d'Aubanel (Heugel) d'Émile Paladilhe.
  - Les cigales mélodie pour voix et piano d'Emmanuel Chabrier.
  - La Cigale et la fourmi, extrait des Six Fables de La Fontaine de Benjamin Godard.
  - La mort de la cigale de Jules Massenet.
  - La Cigale d'Anton Schmoll.
  - La cigale et la fourmi extrait de 3 fables d'André Caplet.
- Cigogne
  - Storchenbotschaft (Le message des cigognes), septième lieder du cycle Morike Lieder d'Hugo Wolf.
- Coccinelle
  - La coccinelle de Georges Bizet.
- Cochon
  - Pastorale des cochons roses d'Emmanuel Chabrier.
- Colibri
  - Le Colibri, sur un poème de Leconte de Lisle, mélodie d'Ernest Chausson.
  - Colibri d'Anton Schmoll.
- Colombe
  - La colombe poignardée extrait des Chansons pour les oiseaux de Louis Beydts.
  - Les colombes, pièces en la Majeur et mineur de Jacques Duphly.
  - Ah ! si j’avais des ailes de colombe, psaume  extrait du Roi David H 37 partie 1 d'Arthur Honegger.
  - La Petite Colombe, de Leoš Janáček.
  - Ma petite colombelle de Marc Antoine Muret.
  - La Colombe sur un poème de Théophile Gautier d'Émile Paladilhe.
  - Aria O colomba speciosa (Cantate laeta carmina) de Giacomo Antonio Perti.
  - La Colombe dans Gli Uccelli (Les Oiseaux), suite pour petit orchestre d'Ottorino Respighi.
  - La Colomb dans Le Déluge de Camille Saint-Saëns.
- Coq
  - La danse du coq de l'opéra Maskarade, de Carl Nielsen.
  - Le Coq d'or, opéra de Nikolaï Rimski-Korsakov.
  - V. Les deux coqs, Francis Poulenc (extrait des animaux modèles)
  - Pierre-Jean de Béranger, Notre coq
- Corbeau
  - Fantaisie sur Les Trois Corbeaux, pour flûte, violon, alto, violoncelle et piano de Béla Bartók.
  - Les Corbeaux, op. 52 de Nikolaï Medtner.
  - Le Renard et le Corbeau de Jacques Offenbach.
- Corneille
  - die Krähe (La Corneille), lied no 1515 du Winterreise (Voyage d'hiver) de Franz Anton Schubert.
- Coucou
  - The Cuckoo (de "As you like it") (1740) de Thomas Augustine Arne[6].
  - Cuckoo!, Friday Afternoons op. 7 de Benjamin Britten.
  - Le Coucou de François Couperin.
  - Le Coucou de Louis-Claude Daquin.
  - « En écoutant le premier coucou du printemps » de Léo Delibes.
  - En entendant le premier coucou au printemps (On Hearing the First Cuckoo in Spring), poème symphonique (1912) de Frederick Delius.
  -  Cuckoo Sonata en C majeur pour alto et basse continue de Edward Finch.
  - Caprice sur le chant du coucou de Girolamo Frescobaldi.
  - Le coucou et le rossignol, concerto no 13 en fa majeur pour orgue de Georg Friedrich Haendel.
  - Le Coucou et le Rossignol dans les deux poèmes lieder (Ablösung im Sommer et Lob des hohes Vertand) de Gustav Mahler.
  - Le Coucou dans Gli Uccelli (Les Oiseaux), suite pour petit orchestre d'Ottorino Respighi, musique de Pasquini[7].
  - Le Coucou, concerto pour violon d'Antonio Vivaldi.
  - Le Coucou et l’alouette, Julien Tiersot
  - Juan del Encina, Cucu, cucu, cucu (Fatal la parte)
  - Benjamin Britten, Spring Symphony Op 44 Partie I. The merry cuckoo (Tenor)
- Courlis
  - The Curlew de Peter Warlock.
- Crabe
  - John Ireland, The Frog and the Crab
- Crapaud
  - L’enfant et les sortilèges : Musique d’insectes de rainettes de crapauds de rires de chouette (2e tableau) de Maurice Ravel
- Cygne
  - Il bianco e dolce cigno, madrigal sur poème de Guidiccioni de Jacques Arcadelt.
  - Le Cygne d'argent, madrigal du compositeur anglais Orlando Gibbons.
  - Le Cygne, mélodie d'Edvard Grieg.
  - Un Cygne sur l’eau sur un poème de Rainer Maria Rilke, dans Six Chansons de Paul Hindemith.
  - Schwanengesang (Le Chant du cygne), transcription pour piano de Franz Liszt.
  - Le Cygne, mélodie no 3 des Histoires naturelles de Maurice Ravel.
  - Le Cygne, le treizième mouvement du Carnaval des animaux de Camille Saint-Saëns.
  - Le Chant du cygne (Schwanengesang), cycle de lieder D 957 de Franz Anton Schubert.
  - Chant du cygne (Schwanengesang), cycle de motets à double chœur sur les psaumes 100 et 119 avec Magnificat en allemand, SWV482 de Heinrich Schütz.
  - Le Cygne de Tuonela, seconde pièce de la Suite Lemminkäinen op. 22 de Jean Sibelius.
  - Le Lac des cygnes, ballet sur une musique de Piotr Ilitch Tchaïkovski.
  - Le chant du cygne noir, de Heitor Villa-Lobos.
  - Nun sei bedankt, mein lieber Schwan (nage du cygne) dans le prélude de Lohengrin de Richard Wagner.
  - The silver swan, Orlando Gibbons
  - Les Cygnes, Rita Strohl
  - Joachim Raff, Volker Op 203 n°9 Schwanengesang. Laghetto
  - Carl Reinecke, Die wilden Schwäne Op 164
  - Jacques Arcadelt, Il bianco e dolce cigno

## D
- Dauphin
  - Le Dauphin, sur un poème de Guillaume Apollinaire, pièce du recueil Le Bestiaire de Francis Poulenc.
- Dinde
  - Turkey Trot, divertimento pour orchestre extrait de West Side Story de Leonard Bernstein.
- Dindon
  - Des moutons et des dindons, duo dans la Mascotte d'Edmond Audran.
  - Ballade des gros dindons d'Emmanuel Chabrier.
- Dingo
  - Percy Grainger, VI. Red Dog extrait du Jungle Book
- Dragon
  - L'Or du Rhin et Siegfried, deux opéras de Richard Wagner où l'on retrouve un leitmotiv représentant le dragon sous forme de marche harmonique aux tubas.
- Dromadaire
  - Le Dromadaire, sur un poème de Guillaume Apollinaire, pièce du recueil Le Bestiaire de Francis Poulenc.

## E
- Écrevisse
  - L'Écrevisse, sur un poème de Guillaume Apollinaire, pièce du recueil Le Bestiaire de Francis Poulenc.
  - Georges Migot, Le zodiaque. VI. L’écrevisse
- Écureuil
  - dans L'Enfant et les Sortilèges de Maurice Ravel.
- Eléphant
  - Cinquième mouvement du Carnaval des animaux, Camille Saint-Saëns. Contrebasse et piano.
  - Vladimir Cosma, Ballade de l’éléphant
- Escargots
  - Deux escargots s’en vont à l’enterrement de Joseph Kosma. Vers de Jacques Prévert
  - Pierre-Jean de Béranger, Les escargots

## F
- Faucon
  - The Sea Hawk d’Erich Wolfgang Korngold. Orchestre.
- Fauvette
  - Les Fauvettes plaintives, pièce pour clavecin no 4 du 14e ordre du 3e livre de François Couperin.
  - La Fauvette avec ses petits, air de Zémire dans Zémire et Azor d'André Grétry.
  - La Fauvette des jardins (Garden warbler), œuvre pour piano d'Olivier Messiaen.
  - Louis Diémer, La fauvette
- Fourmi
  - La Fourmi de Charles Gounod.
  - Les Fourmis, pour baryton, tambour et piano (2009), de Philippe Fénelon.
  - La fourmi de Jean Wiener. Mélodie sur des vers de Robert Desnos
- Frelon
  - Jean Bentaberry, Abeille et frelon

## G
- Gazelle
  - Le rêve de la gazelle, opéra contemporain de Ray Lema.
- Gorille
  - Marijn Simons, Cuddly Animals n°1 Op 13 « Groby the gorilla »
- Grenouilles / Rainettes
  - The Land Brought Forth Frogs, solo de l'oratorio en trois parties Israël en Égypte, HWV 54 de Georg Friedrich Haendel.
  - Quatuor à cordes La grenouille, de Joseph Haydn[8].
  - Chœurs de grenouilles dans Platée, opéra de Jean-Philippe Rameau.
  - Musique d'insectes, de rainettes, etc. : Le chœur des animaux dans L'Enfant et les Sortilèges de Maurice Ravel.
  - Les grenouilles et corbeaux en concert, ouverture Alster de Georg Philipp Telemann.
  - Concerto des grenouilles en La majeur Die Relinge pour violon, cordes & basse continue TWV 51 de Georg Philipp Telemann.
  - Marijn Simons, Cuddly Animals n°1 Op 13 « Ricky the frog »
  - Erik Satie, Ludions n°3 « La grenouille américaine »
  - John Ireland, The Frog and the Crab
  - Maurice Ravel, L’enfant et les sortilèges M 71 n°25 « Danse des rainettes »
- Grillon
  - Le Grillon, poème de Lamartine mis en musique par Georges Bizet.
  - Le grillon, Impressions d'enfance VI, op. 28 de Georges Enesco.
  - La Chanson du Grillon d'Isidore de Lara.
  - Le Grillon du foyer d'après Charles Dickens, opéra de Jules Massenet.
  - Le Grillon, mélodie no 2 des Histoires naturelles de Maurice Ravel.
  - El grillo, Josquin des Presz
- Grive
  - Carl Reinecke, Die wilden Schwäne Op 164. Chor der Mäuse und Drosseln
- Guépard
  - musique de Nino Rota (1963) pour le film Le Guépard de Luchino Visconti, la valse de la scène du bal a été composée d'après la Valse en fa majeur de Giuseppe Verdi.
- Guêpe
  - Guêpe, une des deux Insects pieces de Benjamin Britten.
  - La guêpe (A darázs), allegro vivo de Ferenc Szecsodi.
  - The Wasps de Ralph Vaughan Williams.
  - François Couperin 4e livre de pieces de clavecin, 24e ordre III.Les dars homicides

## H
- Hérisson
  - Petites voix de Francis Poulenc. V. Le hérisson
  - Marijn Simons, Cuddly Animals n°1 Op 13 « Agly the hedgehog »
- Hirondelle
  - L'hirondelle, pour chant et piano d'Émile Bret[9].
  - L'Hirondelle de Louis-Claude Daquin.
  - La rondine (L'Hirondelle), opéra de Giacomo Puccini.
  - Les Hirondelles d'Autriche (Dorfschwalben aus Österreich), valse op. 164 de Josef Strauss[10].
  - À l'hirondelle, romance, paroles de l'abbé Hébuquet, musique de Henri Bourbon, Comte de Chambord[11].
  - Gabriel Pierné, Connaissez-vous mon hirondelle (mélodie)
  - 25 études faciles et progressives de Friedrich Burgmüller. 24e : l’hirondelle
  - Hugo Wolf, Der Schwalben Heimkehr
  - Jacques Offenbach, Le voyage dans la lune Acte III n°20, Ballet des flocons de neige. Les hirondelles bleues
- Hibou
  - Le Chant du hibou pour violon et orchestre dans l'album l'Opéra du pauvre de Léo Ferré.
  - Le hibou et le chat de chat, pour soprano et piano (1966) d'Igor Stravinsky.
  - Les Hiboux de Déodat de Séverac. Vers de Charles Baudelaire

## I
- Insectes
  - Insect Pièces (guêpe, sauterelle) de Benjamin Britten.
  - L’Insectarium de Jean Françaix (L’Insectarium, 6 pièces pour clavecin, dont trois sont dédiées à des insectes : « la Coccinelle » ou Bête à Bon Dieu, le « Scarabée » ou Escarbot, « les Fourmis » ; 3 autres pièces sur d’autres Arthropodes : la « Scolopendre » ou Mille-pattes, « l’Argyronète » ou Araignée d’eau, « les Talitres » ou Puces de mer).
  - Écouter Les Insectes, extrait du ballet La Reine verte (1963) de Pierre Henry.
  - Le petit monde de la forêt pour piano ou 7 pièces caractéristiques très faciles sur les cinq doigts : « Une sauterelle » / « La danse de mademoiselle cigale » / « La chenille » / « La fourmi » / « Le grillon » / « Le moustique » / « Le papillon » de Jean Hody.
  - Insektarium pour piano (Perce-oreille, tipule, libellule, mille-pattes, mouche, vrillette, sauterelle, moustique…) de Rued Langgaard.

## J
- Jaguar
  - Vladimir Cosma, Le Jaguar

## L
- Lapin
  - Georges Migot, Le petit fablier n°1 « Le lapin et la sarcelle »
- Libellule
  - La Libellule sur un poème de Théophile Gautier, d'Émile Paladilhe.
  - Danse des Sauterelles et Libellules, dans l'acte I de Cendrillon de Sergueï Prokofiev.
  - La Libellule, polka mazur de Josef Strauss[12].
- Lièvre
  - La chasse au lièvre de Nicolas Gombert
- Linotte
  - La Linotte effarouchée, pièce pour clavecin no 3 du 14e ordre du 3e livre de François Couperin.
- Lion
  - Francis Poulenc, Suite des animaux modèles. II. Le lion amoureux
  - Charles Kölling, La chasse au lion Op 55 « grand galop brillant »
  - Georges Migot, Le zodiaque. VII. Le lion
- Loup
  - Histoire de loups, opéra de Georges Aperghis.
  - Le Loup (1953), ballet d'Henri Dutilleux.
  - Pierre et le Loup de Sergueï Prokofiev.
  - Le Concerto du loup de Vittorio Rieti, élève d'Ottorino Respighi.
  - André Caplet, III. Le loup et l’agneau extrait de 3 fables

## M
- Martin-pêcheur
  - Le Martin-pêcheur, mélodie no 4 des Histoires naturelles de Maurice Ravel.
- Merle
  - Le Ballet de la Merlaison, composition chorégraphique et musicale, ballet écrit et dansé par Louis XIII à Chantilly et à Royaumont en 1635.
  - Le Merle noir, pièce pour flûte et piano (1952) d'Olivier Messiaen.
  - Merle dans Miroirs pour piano, 2e partie : Oiseaux tristes de Maurice Ravel.
  - Jean Bentaberry, Merle et pinson
- Moineaux
  - Charles Gounod, Le médecin malgré lui. Acte II « je portais dans une cage, deux moineaux… »
  - E. Jeanvrot, Polka des moineaux
- Mouche
  - Écouter ce que la mouche raconte, pièce extraite des Mikrokosmos, livre VI, no 142, de Béla Bartók.
  - duo de la mouche Il m’a semblé sur mon épaule, Orphée aux Enfers (acte II, scène 5), opéra-bouffe de Jacques Offenbach.
  - Gustave Nadaud, La mouche de Monsieur Letortu
  - The Gadfly Suite Op 79a de Dmitri Shostakovich
  - La mouche en la mineur Op 12 de Léon Delahaye
  - Jacques Offenbach, Orphée aux enfers. Acte II Duo de la mouche « il m’a semblé sur mon épaule » (Eurydice et Jupiter)
  - Benjamin Godard, Six fables de La Fontaine Op 17. IV. Le coche et la mouche
  - Georges Migot, Le petit fablier. IV. Le coche et la mouche
  - Marie Jaëll, Promenade matinale, esquisses pour piano n°3 « Essaim de mouches »
- Moucheron
  - Le Moucheron, pièce pour clavecin no 8 du 6e ordre du 2e livre de François Couperin.
- Mouette
  - La Mouette d'après la pièce de Tchekhov, de Rodion Chtchedrine.
- Moustique
  - Danse du moustique dans Szúnyogtánc de Béla Bartók.
  - Parade du Moustique d'Alfredo Campoli.
- Mouton
  - Des moutons et des dindons, duo dans La Mascotte, opéra-comique d'Edmond Audran.
  - Sheep may safely Graze de la cantate BWV 208 Was mir behagt, ist nur die muntre Jagd de Jean-Sébastien Bach en 1713.
  - All we like sheeps, chœur du Messie HWV 56, oratorio de Georg Friedrich Haendel.
  - ·Que les moutons paissent en paix (Schafe können sicher weiden), cantate BWV 208 de Jean Sébastien Bach.
  - Tableaux de voyage Op 33 de Vincent d’Indy. III. Pâturage
  - Felix Mendelssohn, Lieder ohne Worte VI. Op 67. V. Moderato. MWV U184 « The shepherd’s complaint »
- Mule
  - Chanson de la mule, extrait de l'opéra-comique La Mule de Pedro, musique de Victor Massé.
  - Ma mère l'Oye de Maurice Ravel.

## O
- Oie
  - L'oca del Cairo (L'Oie du Caire), opera buffa de Wolfgang Amadeus Mozart.
  - Ma mère l'Oye de Maurice Ravel.
- Oiseau
  - Ein Vögelein fliegt über den Rhein (un petit oiseau vole au-dessus du Rhin) sur un texte de Christian Reinhold, lied no 2 du cycle Auf dem Schiffe, op. 97 de Johannes Brahms.
  - Extraits (Le Rossignol en amour, La Linotte effarouchée, Les Fauvettes plaintives, Le Rossignol vainqueur) du 14e ordre du troisième livre de François Couperin.
  - L'oiseau des bois pour flûte et 4 cors, op. 21 de Franz Doppler.
  - Sonatine pour piano no 2 pastorale (La caille, Le rossignol, Le coucou) de Maurice Emmanuel.
  - Petit oiseau, pièce lyrique du recueil Pièces lyriques no 4, d'Edvard Grieg.
  - Sweet Bird (de l'Allegro il Penseroso ed il Moderato[13] de Georg Friedrich Haendel.
  - Quatuor à cordes l'Oiseau op. 33 no 3 de Joseph Haydn.
  - El Cant dels ocells (Le Chant des oiseaux) pour ensemble de violoncelles, réduction pour violoncelle et piano par le compositeur, de Pablo Casals.
  - Le Chant des oiseaux, chœur de Clément Janequin.
  - Ein Vögelein fliegt über den Rhein (un petit oiseau vole au-dessus du Rhin) sur un texte de Christian Reinhold, lied no 5 de Vögelein, op. 14 (Sechs deutsche Lieder) (1842) de Josephine Caroline Lang.
  - La Conférence des oiseaux d'après un conte persan de Farid al-Din Attar adapté par Jean-Claude Carrière, de Michaël Levinas.
  - Quelques œuvres d'Olivier Messiaen :
    - Catalogue d'oiseaux (Le Chocard des Alpes, Le Loriot, Le Merle bleu, Le Traquet stapazin, La Chouette hulotte, L'Alouette Lulu, La Rousserolle effarvatte, L'Alouette calandrelle, La Bouscarle, Le Merle de Roche, La Buse variable, Le Traquet rieur, Le Courlis cendré)
    - Oiseaux exotiques (le Mainate hindou, le Verdin à front d'or, le Troupiale de Baltimore, le Tétras cupidon des prairies, le Moqueur polyglotte, l'Oiseau-Chat, le Shama des Indes, le Garrulaxe à huppe blanche, le Merle migrateur, confié aux deux clarinettes, le Merle de Swainson, la Grive ermite, le Bulbul orphée et la Grive des bois)
    - Petites esquisses d'oiseaux (Le Rouge-gorge, Le Merle noir, Le Rouge-gorge, La Grive musicienne, Le Rouge-gorge, L'Alouette des champs)
    - Quatuor pour la fin du Temps (« l'Abîme des oiseaux »)
    - Réveil des oiseaux

  - Consert de différents oyseaux, air de ballet de L'Humaine Comédie pour luth et chant d'Étienne Moulinié.
  - Oiseaux, si tous les ans…, lied in in C major, harpe et chant, (K. 307K.284d ) de Wolfgang Amadeus Mozart.
  - Les Oiseaux de la charmille, extrait des Contes d'Hoffmann de Jacques Offenbach.
  - Les Oiseaux perdus (Los pajaros perdidos) d'Astor Piazzolla.
  - Les Ramages, extrait du 5e concert des concerts à deux flûtes traversières sans basse, de Michel Pignolet de Montéclair.
  - Le Rappel des oiseaux de Jean-Philippe Rameau.
  - Concerto pour oiseaux et orchestre, dans Cantus Arcticus, op. 61 en 1972 : oiseaux du cercle arctique, de Finlande, « cygnes migrateurs », Alouette hausse-col, courlis cendré et oiseaux imaginaires représentés par flûtes, clarinettes, hautbois, cors, bassons, du compositeur finnois Einojuhani Rautavaara.
  - Gli Uccelli (Les Oiseaux), suite pour petit orchestre d'Ottorino Respighi.
  - La Danse des oiseaux, de Nikolaï Rimski-Korsakov.
  - Oiseaux tendres, pièce pour flûte de Jean Rivier.
  - La volière dans Le Carnaval des animaux de Camille Saint-Saëns.
  - Die Vögel (les Oiseaux) sur un texte de Friedrich von Schlegel, lied D. 691 de Franz Anton Schubert.
  - L'oiseau Prophète dans Scènes De La Forêt de Robert Schumann.
  - L'Oiseau de feu, d'Igor Stravinsky.
  - Quelques œuvres de Pauline Viardot :
    - Grands Oiseaux blancs, pièce pour soprano
    - Oiselet, pièce pour soprano

  - L'Oiseau bleu, d'après la pièce originale de Maurice Maeterlinck, opéra d'Albert Wolff
  - Platée, Jean-Philippe Rameau Acte I Scène 3 Annonce du chœur et air « Que vos voix m’applaudissent »
  - L'Oiseau blessé d'une flèche Op 10 d’Heitor Villa-Lobos
  - La volière magique, Images, 4e suite Op 39 pour harpe seule de Michel Tournier
  - Les trois petits oiseaux, mélodie de Gabriel Pierné
  - Trois beaux oiseaux du Paradis, 2e des Trois chansons pour chœur a cappella de Maurice Ravel
  - Le Noël des Oiseaux de Cécile Chaminade
  - Alan Hovhaness, Komachi Op 240. V. Flight of the dawn birds
  - L’oiseau du bois de Charles le Thiere
  - Jacques Mangeant, j’ay un oiseau qui vole
  - Maurice Ravel, Miroirs M 43. II. Oiseaux tristes
  - Lisette Keray, L’oiseau qui vient de France
  - Jules Massenet : 
    - L’âme des oiseaux
    - Le nid
    - II. Oiseau des bois extrait des Chansons des bois d’Amaranthe
    - Retour d’oiseaux
    - L'oiseau du paradis
    - Louis Beydts, III. L’oiseau bleu extrait des Chansons pour les oiseaux
    - Grisélidis Acte II Air « Je suis l’oiseau »

  - Louis Diémer, Les trois oiseaux
  - Camille Saint-Saëns, Le timbre d’argent Acte I mélodie « humble et pauvre… demande à l’oiseau » (Bénédict)
  - John Field, L’Oiseau sur des vers de Marceline Desbordes-Valmore
  - Paul Marcilly, L’oiseau en fête (the Giddy Bird)
  - Léo Delibes, Les trois oiseaux
  - Edouard Chavagnat, Orient Op 215 IX. Oiseaux de nuit
  - Reynaldo Hahn, Le bal de Béatrice d’Este. V. Léda et l’oiseau
  - Eric Coates, Bird songs at Eventide
  - Haydn Wood, A Brown Bird Singing
  - Henri Sauguet, Tableaux de Paris. III. Quai aux fleurs, marché aux oiseaux
  - Giuseppe Gherardeschi, Sonata per organo a guisa di banda militare che suona una marcia.
  - François Couperin, Livre de pièces de clavecin, Sixième Ordre. III. La Gazoüillement
- Orang-outan
  - Edmond Audran, La Mascotte, Acte II « Ne tremblez pas braves gens » - Chanson de l’orang-outan
- Ours
  - Danse de l'Ours, sonatine pour piano Medvetânc sur un thème populaire de Béla Bartók[Note 3].
  - Symphonie no 82 dite L’Ours, de Joseph Haydn.
  - La Danse de l’Ours : morceau extrait de L’album pour la jeunesse de Robert Schumann.
  - The Bear d'après la comédie L'Ours d'Anton Tchekhov, opéra de William Walton.
  - Marie Jaëll, La légende des ours. I. Folies d’ours
  - L’Ours de Jean Wiener, vers de Robert Desnos

## P
- Panthère
  - La panthère rose (1963) d'Henry Mancini.
- Paon
  - Peacock variations (Le Paon) de Zoltán Kodály.
  - Le Paon, mélodie no 1 des Histoires naturelles de Maurice Ravel.
  - Kenneth Leighton, Veris gratia Op 6 VI. Paean
- Papillon
  - Papillon de Louis de Caix d'Hervelois.
  - Les Papillons, sur un poème de Théophile Gautier, mélodie d'Ernest Chausson.
  - Le Papillon, op. 25 en sol bémol majeur, surnom de la 9e des Études de Chopin en sol bémol majeur
  - Les Papillons, pièce pour clavecin no 22 du Second Ordre du 1er livre de François Couperin.
  - Papillon, pièce pour piano et violoncelle, op. 78 de Gabriel Fauré.
  - Le Papillon et la fleur, mélodie sur un poème de Victor Hugo, op. 1 de Gabriel Fauré.
  - La Fleur au Papillon sur le poème Chants du Crépuscule de Victor Hugo, romance de jeunesse de Charles Gounod.
  - Papillon, pièce lyrique du recueil Pièces lyriques no 1, d'Edvard Grieg.
  - Papillons noirs et papillons blancs, deux pièces pour piano (1901/1907), de Jules Massenet.
  - Le Papillon, ballet en deux actes et quatre tableaux de Marie Taglioni, musique de Jacques Offenbach
  - Les Papillons sur un poème de Théophile Gautier, d'Émile Paladilhe.
  - Madame Butterfly (Madame Papillon), opéra de Giacomo Puccini.
  - Papillons, suite de pièces pour piano de Robert Schumann.
  - La Farfalletta audace (Le papillon audacieux)[14], d'Antonio Vivaldi.
  - Le papillon sur un poème d’Alphonse de Lamartine, Henri Vieuxtemps
  - Moritz Rosenthal, Papillons
  - Mel Bonis, Papillons Op 28
  - Anton Schmoll, Les papillons
  - Robert Schumann, Carnaval Op 9 n°9 Papillons
  - Théodore Bendix, The Butterfly
  - Eugène Anthiome, Papillon bleu
- Pêcheurs
  - César Franck, Hulda FWV 49, Le chœur des pêcheurs
- Perroquet
  - Papageno, l'oiseleur de La Flûte enchantée de Wolfgang Amadeus Mozart.
  - Vert-Vert ou Le Voyage du perroquet de Nevers, poème composé de quatre chants en décasyllabes de Jean-Baptiste Gresset dont est issu Vert-Vert, opéra-comique en 3 actes, livret d’Henri Meilhac et Charles Nuitter, musique de Jacques Offenbach.
  - Le Perroquet, opéra d'Anton Rubinstein.
  - Reynaldo Hahn, Le rossignol éperdu IRH 84 Partie 1 XV : l’enfant au perroquet
  - Jean Bentaberry, Perruche et perroquet
- Perruche
  - Jean Bentaberry, Perruche et perroquet
- Phénix
  - Michel Corette, Le phénix
  - Reinhold Glière, IV. Phoenix, The Red Poppy Suite op 70
- Pie
  - La Pie voleuse, opéra de Gioachino Rossini.
- Pigeon
  - Le pigeon avait tort (Se equivoco la paloma), chanson de Carlos Guastavino.
  - Le Pigeon des bois, op. 110 d'Antonín Dvořák.
  - Les Deux Pigeons, musique de ballet d'André Messager.
  - Die Taubenpost (le Pigeon voyageur), sur un texte de Johann Gabriel Seidl, lied D. 965a de Franz Anton Schubert.
  - Die beiden Tauben (Les Deux Pigeons) et Ein Tier im Monde (Un animal dans la Lune) de Stefan Wolpe
  - Louis Beydts, II. Le petit pigeon bleu extrait des Chansons pour les oiseaux
  - Le petit fablier de Georges Migot. V. Les deux pigeons
- Pinson
  - Jean Bentaberry, Merle et pinson
  - Georges Migot, Le petit fablier n°7 « Le pinson et la pie »
- Pintade
  - La Pintade, mélodie no 5 des Histoires naturelles de Maurice Ravel.
- Poissons
  - Poissons d'Or, pièce pour piano de Claude Debussy.
  - Und Gott sprach: Es bringe das Wasser in der Fülle hervor (Et Dieu dit : que les eaux produisent un grand nombre d'êtres mobiles et vivants, aria no 15 de la seconde partie de La Création de Joseph Haydn.
  - Des Antonius von Padua Fischpredigt (Le prêche de St Antoine de Padoue aux poissons) lied no 6 du Des Knaben Wunderhorn de Gustav Mahler.
  - VII. Aquarium, Carnaval des animaux de Camille Saint-Saëns R 125
  - Georges Migot, Le zodiaque. II. Les poissons
- Porc
  - Martin menait son porceau au marché, chœur de Clément Janequin.
  - Je ne menge point de porc de Claudin de Sermisy
- Poule / Poulette
  - Canzon della gallina dans la Canzon villanesche alla napolitana[Note 4] de Baldassare Donato.
  - Symphonie no 83, dite La Poule, de Joseph Haydn.
  - la Gallina, canzon de Tarquinio Merula.
  - Il est bel et bon, cri de la poule : « Co co co co co dac » de Pierre Passereau.
  - La Poule, concert en sextuor no 6 de Jean-Philippe Rameau.
  - La Poule (La Gallina) dans Les Oiseaux d'Ottorino Respighi.
  - Aveva na gallina capelluta, d'Antonio Scandello.
  - La petite poule des Danses tchèques, pièces pour piano de Bedřich Smetana.
  - Poules et coq dans Le Carnaval des animaux de Camille Saint-Saëns.
  - La Poule aux œufs d'or, opéra de poche pour un mime, théâtre d'ombres, un chanteur/récitant, flûte et guitare de Yassen Vodenitcharov
- Poulet :
  - Chicken reel, quadrille de Leroy Anderson.
- Poussin :
  - Ballet des poussins dans leurs coques dans Tableaux d'une exposition de Modeste Moussorgski.
- Puce
  - Chanson de la Puce chantée par Méphistophélès dans La Damnation de Faust d'Hector Berlioz.
  - La Puce de Joseph Bodin de Boismortier.
  - Une puce j’ai dedans l’oreille de Roland de Lassus.
  - Chanson de la Puce de Modeste Moussorgski.
- Punaise
  - La Punaise (Клоп), pièce de Vladimir Maïakovski dont la musique de scène a été composée par Dmitri Chostakovitch.

## R
- Ramier
  - Le Ramier, mélodie sur des vers d'Armand Silvestre, op. 87 no 22 de Gabriel Fauré.
  - Félicien David, Mélodies. 22 : le ramier
- Rat
  - Danse du Chat et du Renard & Danse de Shushera le Rat (1964), op. 55D de Mieczysław Weinberg.
  - VI. Le rat des villes et le rat des champs. Six fables de La Fontaine de Benjamin Godard Op 17.
  - Erik Satie, 1. Air du rat extrait de Ludions
  - Hugo Wolf, Gedichte von J. W. von Goethe (publié à Vienne en 1890) : der Rattenfänger
- Renard / Renarde
  - La Petite Renarde rusée, opéra de Leoš Janáček.
  - Renard, histoire burlesque d'Igor Stravinsky.
  - Danse du Chat et du Renard & Danse de Shushera le Rat (1964), op. 55D de Mieczysław Weinberg.
  - Le Roman de Renart, opéra pour enfants (1998) de Coralie Fayolle.
  - Sally Greenaway, The Little Red Fox
  - Benjamin Godard, Six fables de La Fontaine Op 17 V. Le renard et les raisins et III. Le renard et le corbeau
  - André Caplet, I. Le corbeau et le renard extrait de 3 fables
  - Vladimir Cosma, 24 Caprices pour mandoline solo. XVIII en ré mineur Andante ballabile : le renard jaune
- Roitelet
  - Le Roitelet d'Émile Paladilhe.
- Rossignol[15]
  - Soloveï (Le Rossignol), romance composée sur un poème d'Anton Delvig d'Alexandre Aliabiev.
  - Der Nachtigall Sieben Frühe Lieder, pour voix et piano, œuvre d'Alban Berg.
  - Hé, tres doulz roussignol joly, chanson à quatre voix de Borlet.
  - Nachtigall, sie singt so schön (Rossignol, tu chantes si joliment) de Johannes Brahms.
  - Le Rossignol, no 4 de Souvenir de la Russie de Johannes Brahms.
  - Le Rossignol, trio pour flûte, 1er mouvement, de Louis de Caix d'Hervelois.
  - Le Rossignol en amour, pièce pour clavecin no 1 du 14e ordre du 3e livre de François Couperin.
  - Le Rossignol vainqueur, pièce pour clavecin no 14 du 14e ordre du 3e livre de François Couperin.
  - Lo rossinholet salvatge du troubadour Gaucelm Faidit.
  - Au Rossignol sur un poème d'Alphonse de Lamartine, dans Vingt mélodies, 2e recueil de Charles Gounod.
  - Quejas o la Maja y el ruiseñor, mélodie extraite de Goyescas pour piano, composée par Enrique Granados.
  - Die verschwiegene Nachtigall composé par Edvard Grieg.
  - Le coucou et le rossignol, concerto no 13 en fa majeur pour orgue de Georg Friedrich Haendel.
  - Le Rossignol des Lilas par Reynaldo Hahn.
  - Le Chant du rossignol de Clément Janequin.
  - Va rossignol de Clément Janequin.
  - Le Rossignol plaisant et gracieux de Roland de Lassus
  - Le Rossignol de Saint-Malo, opéra de Paul Le Flem.
  - Le Rossignol, paraphrase de la romance d'Alexandre Aliabiev, composée par Franz Liszt.
  - Le Rossignol (voix, violon et piano), poème de Paul Verlaine, du recueil « Poèmes Saturniens », mis en musique de par Tornov Loeffler.
  - Le Rossignol en amour, opéra de chambre de Georges Migot.
  - Rossignol du bois joli de Francis Poulenc.
  - Rossignols amoureux, répondez à nos voix, air extrait d'Hippolyte et Aricie de Jean-Philippe Rameau.
  - Rossignols, pièce de fantaisie de la partie Éléments, dans l’opéra-ballet Le Chaos et Les Éléments de Jean-Féry Rebel.
  - Le Rossignol dans Les Oiseaux d'Ottorino Respighi.
  - Rossignol mon mignon pour flûte et voix, d'après le poème de Ronsard, d'Albert Roussel.
  - An die Nachtigall (Au rossignol), texte de Matthias Claudius, lied op. 98 no 1, D. 497 de Franz Anton Schubert.
  - An die Nachtigall (Au rossignol), texte de Johann Heinrich Voss d'après Ludwig Heinrich Christoph Hölty, lied op. posth. 172 no 3, D. 196 de Franz Anton Schubert.
  - Auf den Tod einer Nachtigall (Sur la mort du rossignol), texte Ludwig Heinrich Christoph Hölty, lied D. 399 de Franz Anton Schubert.
  - Die Nachtigall 1950 par Karlheinz Stockhausen.
  - Le Rossignol, d'après le conte Le Rossignol et l'Empereur de Chine d'Andersen, opéra en trois actes composé comme Le Chant du rossignol (poème symphonique en trois parties) par Igor Stravinsky.
  - Le Rossignol, mélodie de Piotr Ilitch Tchaïkovski.
  - Le rossignol est un thème commun à troubadours et trouvères[16] : Rossignolet sauvage de Gaucelm Faidit, La Douce voix du rossignolet sauvage de Couci, La Douz votz ai auzida Bernard de Ventadour etc.
  - Il gardellino, concerto no 3 en Ré Majeur RV 428 pour flûte d'Antonio Vivaldi.
  - Valse du Rossignol d'Émile Waldteufel.
  - Elisabeth Jacquet de la Guerre, Céphale et Procris. Acte II scène 5 « les rossignols dès que le jour commence » (Une bergère, un pâtre)
  - Johann Strauss II, Le rossignol et la rose
  - Jean-Baptiste de Bousset, Pourquoy doux rossignol
  - Reynaldo Hahn, Le rossignol des lilas et Le rossignol éperdu, IRH 84
  - Johann Joseph Fux, Ouverture en ré Majeur « pour le rossignol »
  - Pierre-Jean de Béranger, Les Rossignols
  - Carl Reinecke, Musik zu Andersens Marchen von Schweinehirten Op 286. III. Die Nachtigall
- Rouge-Gorge
  - Le Rouge-gorge sur un poème d'André Theuriet, chant et piano, d'Édouard Lalo.
  - Le Rouge-gorge dans Petites Esquisses d'oiseaux d'Olivier Messiaen.

## S
- Sarcelle
  - Georges Migot, Le petit fablier n°1 « Le lapin et la sarcelle »
- Sauterelle
  - La Sauterelle dans Two insects pièces de Benjamin Britten.
  - La Sauterelle de Jean Hody.
  - La Sauterelle, dans Insektarium de Rued Langgaard.
  - La Sauterelle, sur un poème de Guillaume Apollinaire, pièce du recueil « Le Bestiaire » de Francis Poulenc.
  - II. La sauterelle, Chantefleurs et Chantefables de Witold Lutoslawski.
- Scarabée
  - Rita Strohl, Symphonie de la Forêt. III. Marche funèbre d’un scarabée
- Scorpion
  - Georges Migot, Le zodiaque. X. Le scorpion
- Serin
  - Louis Beydts, IV. Le Petit serin en cage extrait des Chansons pour les oiseaux
- Serpent
  - Le bestiaire de Francis Poulenc. Le Serpent
  - Louis Durey, le serpent
  - Johann Adolf Hasse, Serpentes ignei in deserto.
  - Marie Jaëll, 4 mélodies des « Orientales » sur des vers de Victor Hugo. I. Les Tronçons du serpent
- Singe
  - Le petit fablier de Georges Migot. II. Le singe qui montre la lanterne magique.
- Souris / Souriceau
  - Un souriceau stupide, musique pour le dessin animé réalisé par Mikhaïl Tsekhanovski, pour huit chanteurs solistes et petit orchestre, de Dmitri Chostakovitch.
  - Carl Reinecke, Die wilden Schwäne Op 164. Chor der Mäuse und Drosseln

## T
- Taon
  - Le Taon, film de A. Feizimimer, dont la musique a été composée par Dmitri Chostakovitch.
- Taureau
  - Georges Migot, Le zodiaque. IV. Le taureau
- Tigre
  - Più d'una tigre altero, air d'Andronico dans l'opéra Tamerlano de Georg Friedrich Haendel.
  - John Tavener, The Tyger
  - Percy Grainger, IX. Tiger ! Tiger ! extrait du Jungle Book.
- Tortue
  - La Meneuse des tortues d'or, pièce du recueil Histoires de Jacques Ibert.
  - The Turtle Dove de Ralph Vaughan Williams.
  - Dans Chantefleurs et chantefables (9 mélodies pour soprano et orchestre) : La Tortue de Witold Lutoslawski
- Truite
  - Die Forelle (La Truite) transcription pour piano S.564 de Franz Liszt.
  - La Truite, quintette en la majeur D.667 de Franz Anton Schubert.
  - Die Forelle (La Truite) sur un texte de Christian Friedrich Daniel Schubart, lied D. 550 de Franz Schubert.
  - ·Le complexe de la truite, Les frères Jacques
- Tourterelle
  - Les Tourterelles, rondo au clavecin de François d'Agincourt.
  - Les Tourterelles, Antoine Dornel
  - Les tendres Tourterelles, Pierre Février
  - Benjamin Godard, Nouvelles chansons du vieux temps Op 42 VI. J’ai perdu ma tourterelle
  - Les Tourterelles, concerto pour flûte n°1 en mi mineur de Michel Pignolet de Montéclair

## V
- Vache : Le ranz des vaches

Le Ranz des Vaches entendu par Giovanni Battista Viotti. Transcription 26 juin 1792. Interprétation donnée par Édouard Deldevez

  - Le Ranz des vaches de la troisième partie de l'ouverture du Guillaume Tell de Gioachino Rossini : le cor anglais répète un doux ranz des vaches qu'enlacent les arabesques de la flûte. Le tempo ralentissant, le ranz semble tourner sur lui-même vers la fin quand un appel de trompettes interrompt brusquement la rêverie du cor anglais, annonçant la charge de la cavalerie légère[17].
  - Le Ranz des vaches de la Scène aux champs, troisième mouvement de la Symphonie fantastique d'Hector Berlioz : duo pastoral entre le cor anglais et le hautbois ; à la fin du mouvement, l’un des pâtres (le cor anglais) reprend le ranz de vaches mais l’autre ne répond plus[18].
  - Le Ranz des vaches ou Air pour la Suisse du Le Triomphe de la République ou Le Camp de Grand Pré, divertissement de François-Joseph Gossec sur un livret de Marie-Joseph Chénier[19].
  - Paraphrases sur le Ranz des vaches, livre III de l'Album d'un voyageur de Franz Liszt[20].
  - Le Ranz des vaches d'Appenzell mélodie sur un livret d'Eugène Scribe[21] de Giacomo Meyerbeer.
  - Frédéric Chopin s'est aussi essayé à l'exercice, à la demande du marquis de Custine : Le Ranz des vaches de l'ouverture du Guillaume Tell de Gioachino Rossini« Je lui avais donné pour thème le Ranz des vaches et  la Marseillaise. Vous dire le parti qu'il a tiré de cette épopée musicale, est impossible. On voyait le peuple de pasteurs fuir devant le peuple conquérant. C'était sublime »[22].
  - Dans la huitième scène [vaudeville] de son opéra, JJR, citoyen de Genève, Philippe Fénelon illustre un mot du Dictionnaire de musique de Jean-Jacques Rousseau par un Ranz des vaches.
  - Vladimir Cosma, La vache et le président
- Vipère
  - Vincent Scotto, La vipère du trottoir

## Annexe
Liste non exhaustive des compositeurs dont les œuvres sont inspirées par les fables et les écrits de Jean de la Fontaine (par ordre chronologique) comportant des noms d'animaux :

### A
- Isabelle Aboulker (1938-)
  - La Fontaine et le Corbeau, fabl'opéra.
- Isaac Albéniz (1860 - 1909)
  - Conseil tenu par les rats, chant.
- Charles Aznavour (1924-)
  - Deux pigeons, chanson inspirée de la fable Les Deux Pigeons.

### C
- André Caplet (1879-1925)
  - Trois Fables de Jean de la Fontaine : Le Corbeau et le Renard, La Cigale et la Fourmi, Le Loup et l'Agneau.
- Dmitri Chostakovitch (1906-1975)
  - Strekoza i Muravej (La Cigale et la Fourmi)
- Louis-Nicolas Clérambault (1676-1749)
  - Les fables de La Fontaine.
- Robert Cornman (1924-2008)
  - Trois fables de Jean de La Fontaine pour chœur d'enfants et Quatre nouvelles fables de la Fontaine pour chœur d'enfants et piano.

### D
- Maurice Delage (1879-1961)
  - Deux fables de Jean de la Fontaine : Le Corbeau et le Renard, La Cigale et la Fourmi.

### F
- René Falquet (1934-)
  - Le Petit Poisson et le Pêcheur.
- Ferenc Farkas (1905-2000)
  - A tücsök meg a hangya (La Cigale et la Fourmi)
- Jean Françaix (1912-1997)
  - Le Coq et le Renard (in Triade de toujours)

### G
- Suzanne Giraud (1958-)
  - Fables d'après quelques fables de Jean de La Fontaine
- Benjamin Godard (1849-1895)
  - Six fables de La Fontaine, dont Le Corbeau et le Renard, La Cigale et la Fourmi.
- Charles Gounod (1818-1893)
  - Les Deux Pigeons, Le Corbeau et le Renard, La Cigale et la Fourmi.

### J
- Joseph Jongen (1873-1953)
  - La Cigale et la Fourmi.

### K
- Rudolf Leopold Koumans (1929-)
  - Vijf fabels van La Fontaine : Le Corbeau et le Renard, La Cigale et la Fourmi, Le Lièvre et la Tortue, La Poule aux œufs d'or, Le Combat des Rats et des Belettes.

### L
- Charles Lecocq (1832-1918)
  - Six fables de Jean de la Fontaine dont Le Corbeau et le Renard, La Cigale et la Fourmi, La Chauve-souris et les Deux Belettes.

### M
- Marcelle de Manziarly (1899-1989)
  - Trois fables de La Fontaine : La Cigale et la Fourmi, L'Oiseau blessé d'une flèche, La Grenouille qui veut se faire aussi grosse que le bœuf
- André Messager (1853-1929)
  - Les Deux Pigeons, ballet.
- Georges Moineau (1914-)
  - Les Voleurs et l'Âne.

### O
- Jacques Offenbach (1819-1880)
  - Six fables de La Fontaine : Le Berger et la Mer, Le Corbeau et le Renard, La Cigale et la Fourmi, La Laitière et le Pot au lait, Le Rat de ville et le Rat des champs, Le Savetier et le Financier.

### P
- Francis Poulenc (1899-1963)
  - Les Animaux modèles, ballet en un acte d'après des fables de La Fontaine (Le petit jour ; L'Ours et les deux compagnons ; La Cigale et la fourmi ; Le Lion amoureux ; L'homme entre deux âges et ses deux maîtresses; La Mort et le bûcheron ; Les deux coqs ; Le Repas de midi.
- Dominique Preschez (1954-)
  - Trois fables en une sur trois fables de Jean de La Fontaine pour petit orchestre et soprano.
- Pascal Proust (1959-)
  - Trois fables de Monsieur de La Fontaine pour ensemble de flûtes (6 flûtes ou multiple de 6) et un récitant (dont Le Chat, la Belette et le Petit Lapin).

### R
- Guy Reibel (1936-)
  - Trois fables de La Fontaine pour 2 flûtes, 2 clarinettes si bémol, 1 cor en fa, 1 percussion (dont Le Coq et le Renard).

### S
- Camille Saint-Saëns (1835-1921)
  - La Cigale et la Fourmi.

### T
- Maurice Thiriet 1906-1972)
  - Trois fables de La Fontaine, chœur d'enfants à 4 voix a cappella.
- Charles Trenet (1913-2001)
  - La Cigale et la Fourmi.

### V
- Heitor Villa-Lobos (1887-1959)
  - L'Oiseau blessé d'une flèche.
- Yassen Vodenitcharov (1964-)
  - La Poule aux œufs d'or, opéra de poche pour un mime, théâtre d'ombres, un chanteur/récitant, flûte et guitare

### W
- Stefan Wolpe (1902-1972)
  - Die beiden Tauben (Les Deux Pigeons) et Ein Tier im Monde (Un animal dans la Lune).

## Pour approfondir